# Казанцево (Тальменський район)
Каза́нцево (рос. Казанцево) — село у складі Тальменського району Алтайського краю, Росія. Адміністративний центр та єдиний населений пункт Казанцевської сільської ради.

## Населення
Населення — 343 особи (2010; 495 у 2002).
Національний склад (станом на 2002 рік):
- росіяни — 98 %